# Heidrek
Heidrek o Heiðrekr è uno dei personaggi principali del ciclo che tratta della spada magica Tyrfing. Appare nella saga di Hervör, e forse anche nel Widsith, riga 115, come Heathoric assieme ai figli Angantyr (Incgentheow) e Hlöd (Hlith), ed alla madre di Hlöð Sifka (Sifeca). L'etimologia è heiðr, che significa "onore", e rekr, che significa "re".

## Gioventù
Heidrek era figlio di re Höfund e di sua moglie Hervor, una skjaldmö. Come la madre in gioventù, era cattivo e violento. Per correggere questo comportamento, fu allevato dal saggio re dei Geati Gizur, ma non ebbe molto successo. Un giorno, mentre i genitori erano ad un banchetto, Heidrek giunse non invitato ed a tarda notte, iniziando un battibecco che terminò con un'uccisione. Il padre, re Höfund, bandì Heidrek dal proprio regno, nonostante Hervor tentò di calmare l'impeto del marito.

## Il consiglio del padre
Prima che Heidrek se ne andasse, il padre gli disse alcune parole come consiglio:
Non dare pace ad un uomo che ha ucciso il proprio amico.

Non permettere a tua moglie di visitare spesso la propria famiglia, anche se insiste per farlo.

Non svelare ai tuoi amati i tuoi pensieri segreti.

Se hai fretta, non cavalcare mai il tuo miglior cavallo.

Non punire mai il figlio di un uomo migliore.

Non rompere una promessa di pace.

Non avere mai nella tua compagnia schiavi liberati»
Heidrek decise subito di non seguire mai i consigli del padre.

## Partenza
Hervor diede segretamente al figlio la spada Tyrfing quando lo salutò, e suo fratello Angantyr lo tenne per qualche tempo nella sua compagnia. Dopo aver camminato per un po', Heidrek volle guardare la spada. Essendo stata sfoderata, la maledizione che i nani avevano posto su di essa gli fece uccidere il fratello.

## Avventure
Dopo un certo tempo, Heidrek incontrò una pattuglia che stava trasportando un prigioniero da giustiziare per aver ucciso il proprio maestro. Egli ricordò l'avviso del padre, e decise di comprare il criminale. Proseguì quindi il proprio viaggio incontrando una nuova pattuglia con un mascalzone che aveva ucciso il proprio compagno. Di nuovo, Heidrek comprò la vita dell'uomo per disobbedire al padre.
Presto, Heidrek giunse al Hreiðgotaland, entrò al servizio del re goto Harald, e gli consegnò due jarl ribelli. Questo gli fece guadagnare metà del regno dei Goti e la figlia del re, Helga. Heidrek e Helga ebbero un figlio di nome Angantyr, che prese il nome del fratello e del nonno di Heidrek. Nello stesso periodo il vecchio re Harald ebbe un figlio di nome Halfdan.
Sfortunatamente, il Hreiðgotaland fu colpito da una grave carestia. I goðar (sacerdoti pagani) decisero che avrebbero dovuto sacrificare il più nobile giovane uomo del regno ad Odino per riavere i raccolti perduti. Immediatamente, le persone iniziarono a discutere su quale principe fosse più nobile, e chiesero aiuto a re Höfund di Glæsisvellir. Re Höfund decise che si trattava di Angantyr (suo nipote). Höfund disse anche ad Heidrek di chiedere a re Harald che, in cambio del sacrificio del figlio, potesse avere in suo possesso metà dell'esercito goto. Re Harald accettò la richiesta.
Quando Höfund indisse il thing per sacrificare Angantyr, Heidrek obiettò dicendo che Odino sarebbe stato più contento se, invece di Angantyr, avesse ricevuto re Harald e suo figlio Halfdan. Quindi Heidrek, con un colpo di Stato ed il suo mezzo esercito, utilizzò Tyrfing per uccidere re Harald ed il figlio. Quando la moglie Helga venne a saperlo, si suicidò impiccandosi.

## Re dei Goti
Heidrek utilizzò il proprio esercito per soggiogare il resto del regno dei Goti e governare con la violenza. Sconfisse Humle, re degli Unni, e ne catturò la figlia Sifka, che stuprò. Quando fu incinta, fu rimandata nel regno del padre, dove diede alla luce un figlio di nome Hlöd.
Heidrek sposò Olof, figlia di Åke, re dei Sassoni. Spesso gli chiese di visitare la propria famiglia e, ricordando l'avviso del padre, le permise sempre di farlo. Questa si dimostrò essere una strategia poco saggia, dato che un giorno si trasferì in Sassonia per vedere la propria moglie nella sua famiglia. Trovò la moglie tra le braccia di un biondo schiavo liberato, ed immediatamente divorziò da lei.
Sposò invece una finlandese di nome Sifka, come la principessa unnica. Un giorno stavano visitando re Rollaug di Garðaríki. Per opporsi al quarto consiglio del padre, svelò a Sifka un segreto chiedendole di giurare di non dirlo a nessuno. Il segreto era che aveva accidentalmente ucciso il figlio di re Rollaug in un incidente di caccia.
Naturalmente, Sifka corse subito a riferirlo a re Rollaug, il che portò alla cattura da parte di re Rollaug di Heidrek, ed all'uccisione di tutto il suo seguito. I due uomini che lo legarono non erano altri che i due che aveva liberato dall'esecuzione capitale.
Quando re Rollaug stava per bruciare vivo Heidrek, qualcuno disse che il principe era ancora vivo e che Heidrek era innocente. Rollaug si scusò e, per ricompensare le perdite di Heidrek, gli concesse la figlia Hergerd.
Heidrek ed Hergerd ebbero una figlia che prese il nome di Hervor, la skjaldmö, dopo che la nonna era appena morta. Questo segnò l'inizio di un periodo di pace per Heidrek.
Durante un viaggio, Heidrek si accampò sui Carpazi (Harvaða fjöllum, cfr. legge di Grimm). Era accompagnato da otto schiavi liberati, e mentre Heidrek dormiva, gli schiavi irruppero nella sua tenda, prendendo Tyrfing ed uccidendo Heidrek.
Questa fu l'ultima delle tre maledizioni di Tyrfing. Il figlio di Heidrek, Angantyr, catturò gli schiavi, li uccise e reclamò la spada magica, ma la maledizione era terminata.